# Szászvárosi református templom
A szászvárosi református templom műemlékké nyilvánított templom Romániában, Hunyad megyében. A romániai műemlékek jegyzékében a HD-II-m-A-03378 sorszámon szerepel.